# Tommy Abbott
 (octobre 2015).
Si vous disposez d'ouvrages ou d'articles de référence ou si vous connaissez des sites web de qualité traitant du thème abordé ici, merci de compléter l'article en donnant les références utiles à sa vérifiabilité et en les liant à la section « Notes et références ».
Tommy Abbott, né le 4 novembre 1934, à Waco, au Texas, et mort le 8 avril 1987, à New York, aux États-Unis, est un acteur, danseur et chorégraphe américain. Il a tenu un des rôles principaux dans la comédie musicale West Side Story en 1957 à Broadway.